# Пенсионна възраст
Пенсионна възраст е възрастта, на която човек има право да се пенсионира от работа поради възрастта си и да получи пенсия и допълнителни права. Тази възраст се определя от законодателството и колективните трудови договори, приети в съответната държава.
През 1889 г. в Германската империя Първия германски император Вилхелм, с насърчението на канцлера Ото фон Бисмарк, създава правото на пенсия за старост. Възрастта за допустимост е определена на 70 години, а през 1916 г. е намалена на 65 години. След това определение в много страни, включително България, пенсионната възраст в продължение на много години е 60 години за жените и 65 години за мъжете. Увеличаването на продължителността на живота води до увеличаване на възрастта за пенсиониране в някои страни. Желанието да се избегне дискриминация поради възрастта води до пълното премахване на единната възраст за пенсиониране в няколко държави и стремежът към равенство между половете кара някои страни да сравняват възрастта за пенсиониране на жените с тази на мъжете.